# Institut de Ciències de l'Espai
L'Institut de Ciències de l'Espai (ICE) és un centre de recerca depenent del Consell Superior d'Investigacions Científiques i està situat a Bellaterra, Cerdanyola del Vallès. Les activitats de l'ICE estan relacionades amb la recerca científica i tecnològica des de l'espai. Els seus programes científics abasten les següents àrees de recerca: Cosmologia i Gravitació, Galàxies, Física Estel·lar, Astrofísica Molecular i Mitjà Interestel·lar, Astrofísica d'Altes Energies, Instrumentació Espacial i Terrestre, Observació de la Terra.
La creació d'aquest institut va començar el 1988 i el 1999 es va institucionalitzar com a institut de recerca del CSIC amb prop de 100 treballadors. Però no seria fins al 17 de gener de 2008 que es crearia oficialment, a partir d'una proposta realitzada fa una dècada per la direcció del CSIC (Acta # 11, 11/99). El director fundador va ser el Prof. Jordi Isern, que va actuar com a director fins a febrer de 2016.
L'activitat docent del centre inclou classes en els últims cursos de la carrera de Ciències físiques, així com un Màster (grau) en conjunt amb IFAE, dins de la programació lectiva de la Universitat Autònoma de Barcelona.